# Венгри (Нижньосілезьке воєводство)
Венгри (пол. Węgry, нім. Wangern) — село в Польщі, у гміні Журавіна Вроцлавського повіту Нижньосілезького воєводства.
Населення — 780 осіб (2011).
У 1975-1998 роках село належало до Вроцлавського воєводства.

## Демографія
Демографічна структура станом на 31 березня 2011 року:
|          | Загалом | Допрацездатний вік | Працездатний вік | Постпрацездатний вік |
| -------- | ------- | ------------------ | ---------------- | -------------------- |
| Чоловіки | 372     | 60                 | 286              | 26                   |
| Жінки    | 408     | 66                 | 248              | 94                   |
| Разом    | 780     | 126                | 534              | 120                  |